# Чень Сяоцзюнь
Чень Сяоцзюнь  (кит.: 陈 晓君, 3 серпня 1992) — китайська спортсменка, спеціалістка з синхронного плавання, олімпійська медалістка.

## Виступи на Олімпіадах
| Олімпіада   | Дисципліна | Місце |
| ----------- | ---------- | ----- |
| Лондон 2012 | командні   | 2     |